# Holger Noltze

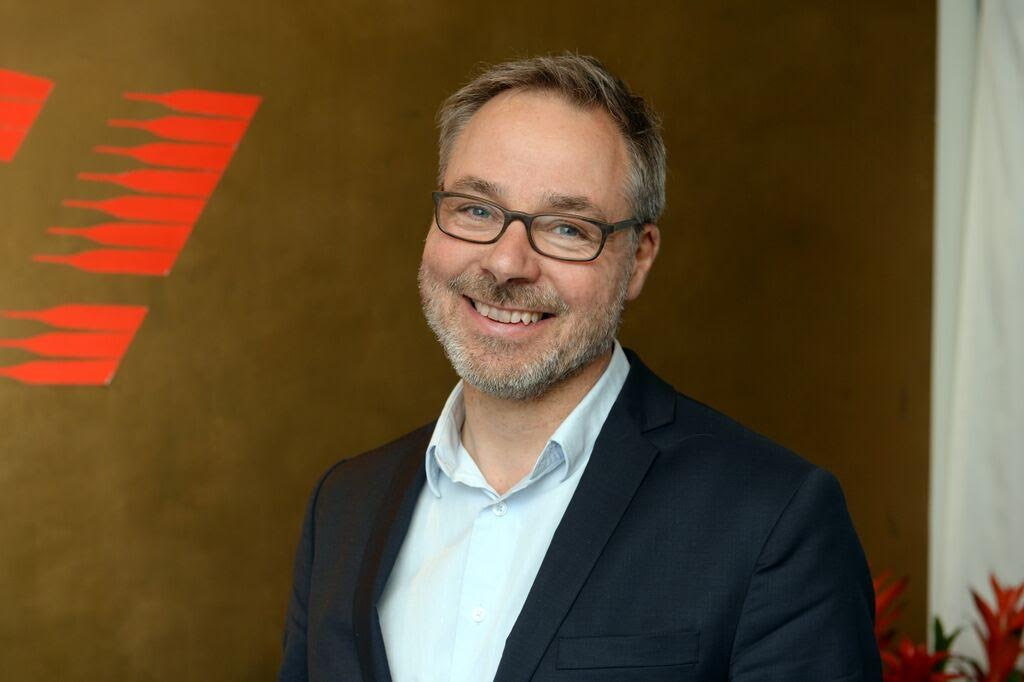
Holger Noltze (2015)

Holger Noltze (* 1960 in Essen) ist ein deutscher Journalist, Fernsehmoderator und Professor für Musik und Medien/Musikjournalismus an der TU Dortmund.

## Leben
Noltze wuchs im Ruhrgebiet auf. Nach dem Abitur studierte er Germanistik, Hispanistik und Geschichte in Bochum und Madrid. Mit einer Dissertation über den Parzival-Roman von Wolfram von Eschenbach wurde er in Bochum promoviert. Schon während dieser Zeit schrieb er über Opernaufführungen u. a. in der WAZ und für die in Berlin erscheinende taz. Zudem verfasste er Reportagen sowie Musik- und Literaturkritiken u. a. für die FAZ, NZZ, die „Opernwelt“ und das FAZ-Magazin.
Seine Rundfunkkarriere begann 1990, als er ein Volontariat beim Westdeutschen Rundfunk in Köln absolvierte. Anschließend war er Redakteur und Moderator des WDR2-Kulturmagazins Budengasse sowie der Sendereihe Mosaik im Hörfunkprogramm von WDR3. Mit dem nächtlichen Talkradio Letzte Worte war er seit 1995 bei Eins Live auf Sendung, ehe er 1997 sein erstes Fernsehengagement mit der Moderation der Sendung NachtKultur im WDR-Fernsehen hatte. Als Literaturredakteur und Moderator fungierte er dann auch im WDR3-Bücherjournal Gutenbergs Welt. Im Jahr 2000 wechselte Noltze als neuer Redaktionsleiter Aktuelle Kultur zum Deutschlandfunk.
Von 2001 bis 2015 war er einer der Gastgeber der gesellschaftspolitischen Talkshow west.art im WDR-Fernsehen.
Im September 2005 wurde Noltze als Professor für Musik und Medien/Musikjournalismus an das Institut für Musik und Musikwissenschaft der Technischen Universität Dortmund berufen. Hier rief er den Studiengang Musikjournalismus ins Leben und gründete die Vortragsreihe Dortmunder Lektionen zur Musikvermittlung im dortigen Konzerthaus. Sein Buch Liebestod. Wagner, Verdi, wir wurde 2013 bei der Kritikerumfrage der Zeitschrift Opernwelt zum Buch des Jahres gewählt. Seit 2013 und bis September 2017 war Noltze Sprecher des Rats für Kulturelle Bildung e.V., der seinen Sitz in Essen hat.
Zusammen mit Benedikt Stampa, dem Intendanten des Konzerthaus Dortmund und dem Manager und Unternehmer Hanns-Ferdinand Müller gründete Noltze 2015 die Firma Classiconn GmbH. Classiconn betreibt seit August 2016 die Website www.takt1.de. Eine online-Plattform für klassische Musik, die auch in englischer Version unter www.takt1.com existiert.
Noltze lebt in Köln und in Dortmund.

## Werke
- Gahmurets Orientfahrt: Kommentar zum ersten Buch von Wolfram "Parzival" (4,27 - 58,26). Königshausen & Neumann, Würzburg 1995, ISBN 3-8260-1004-3.
- Goethe für die Westentasche. Piper, München 2007, ISBN 978-3-492-05054-8.
- Wagner für die Westentasche. Piper, München 2008, ISBN 978-3-492-05101-9.
- Die Leichtigkeitslüge – Über Musik, Medien und Komplexität. Edition Körber-Stiftung, Hamburg 2010, ISBN 978-3-89684-079-0.
- Musikland Deutschland? Eine Verteidigung. Verlag Bertelsmann Stiftung, Gütersloh 2013, ISBN 978-3-86793-431-2.
- Liebestod. Wagner, Verdi, wir. Hoffmann und Campe, Hamburg 2013, ISBN 978-3-455-50262-6.
- Menahem Pressler, Holger Noltze: Dieses Verlangen nach Schönheit. Gespräche über Musik. Edition Körber-Stiftung, Hamburg 2016. ISBN 978-3-89684-177-3
- World Wide Wunderkammer - Ästhetische Erfahrung in der digitalen Revolution. Edition Körber-Stiftung, Hamburg 2020, ISBN 978-3-89684-280-0.
- Andreas Herzau, Holger Noltze: Bamberg Diary #1 - Europa. Meine Heimat. Verlag Nimbus, Wädenswil 2020, ISBN 978-3-03850-074-2.